# Буляк (Балтачевский район)
Буляк (баш. Бүләк) — деревня в Балтачевском районе Республики Башкортостан Российской Федерации. Входит в состав Тучубаевского сельсовета. 

## География

### Географическое положение
Расстояние до:
- районного центра (Старобалтачёво): 26 км,
- центра сельсовета (Тучубаево): 8 км,
- ближайшей ж/д станции (Куеда): 95 км.

## Население
| 2002 | 2009 | 2010 |
| ---- | ---- | ---- |
| 32   | ↘28  | ↘20  |

Согласно переписи 2002 года, преобладающие национальности — татары (53 %), башкиры (44 %).